# Szekszárdi csiperke
A szekszárdi csiperke (Agaricus litoralis) a csiperkék (Agaricus) nemzetségébe tartozó, ehető gombafaj. Elterjedési területe Észak-Amerika, Észak-Afrika és Európa. Magányosan vagy kis csoportokban fordul elő akácosok szélén, száraz réteken, legelőkön, májustól novemberig. Magyar nevét Szekszárd környéki gazdag termőhelyéről kapta. Ízletes, értékes gomba.

## Jellemzői
A szekszárdi csiperke szaprotróf gomba, a tápanyagdús talajt kedveli. A fiatal példányok kalapja félgömbölyű, kissé szögletes, átmérője 5–13 cm. Később kiterül, majd közepén kissé benyomódik. A kalap széle sokáig aláhajló. Felszíne fehér vagy szürkésfehértől halvány barnáig terjedő színű, szürkés-rózsaszín vagy halványsárga foltok tarkítják. Mozaikszerűen szürkésbarna pikkelyekkel borított. A szabadon álló lemezek fiatalon fehéres rózsaszínek, később barnás rózsaszínek vagy barnák, élük világosabb. Vaskos, kihasasodó tönkje 12–20 mm átmérőjű, 25–70 mm hosszú, alján elvékonyodhat, gyökérszerű gombafonálkötegben végződhet. Kb. a tönk felénél található vékony, szélesen elálló gallérja sokszor sugarasan szétszakadozik. Illata kellemes, fűszeres, de nem emlékeztet a sok csiperkefajra oly jellemző ánizs- vagy mandulaillatra. Tömör, fehér húsa felvágva halvány rózsaszínre vagy sárgásbarnára színeződik. A spórapor sötét, csokoládébarna, a spórák ellipszoid alakúak, 6,5-8,5×5-6,5 mikronosak.